# Madžuli
Madžuli (ásámsky মাজুলী – Mádžulí) je říční ostrov v Ásámu, jednom ze svazových států Indie. Leží na Brahmaputře, do jejíhož severního ramene se na úrovni ostrova vlévá Subansirí. Jedná se o největší indický říční ostrov, který měl k roku 2014 rozlohu přibližně 352 čtverečních kilometrů, ovšem jeho rozloha se stále zmenšuje. Nejvyšší bod ostrova má výšku 84,5 metrů. K roku 2011 na něm žilo přes 167 tisíc obyvatel.
Od šestnáctého století je ostrov střediskem ásámského višnuismu.
Ostrov má pravidelnou trajektovou dopravu do Džórhátu na jižním břehu Brahmaputry.